# 1998 QV89
1998 QV89 är en asteroid i huvudbältet som upptäcktes den 24 augusti 1998 av LINEAR i Socorro County, New Mexico.
Asteroiden har en diameter på ungefär 9 kilometer och den tillhör asteroidgruppen Eos.